# Renovacionismo
La Iglesia Viva (del ruso: 'Живая Церковь, живоцерковники'), también llamada Iglesia Renovacionista o Renovacionismo (обновленчество, обновленческая церковь de обновление, obnovlenie o ‘renovación’) fue un cisma dentro de la Iglesia ortodoxa rusa entre 1922 y 1946. Originalmente comenzó como un movimiento entre el clero ruso para reformar la Iglesia, aunque fue rápidamente utilizado y apoyado por los servicios secretos soviéticos (CheKá, GPU, NKVD), que esperaban con este apoyo separar y debilitar la Iglesia rusa instigando movimientos cismáticos dentro de ella. El punto de inicio del cisma se considera que fue mayo de 1922, cuando un grupo del clero "renovacionista" reclamó a las más altas instituciones de la iglesia rusa. Se considera que este movimiento finalizó con la muerte de su líder, Aleksandr Vvedenski, en 1946.
Mientras que el movimiento en su conjunto es conocido como la "Iglesia Viva", este solo era el nombre específico de uno de los grupos que formaban el movimiento renovacionista. Para el Concilio de Moscú de 1923, se habían formado tres grupos principales en el movimiento, representaban diferentes tendencias en el renovacionismo ruso:
- La Iglesia Viva del padre Vladímir Krasnitski (1880 - 1936), que agrupaba los intereses del clero casado.
- la Unión de las Comunidades de la Antigua Iglesia Apostólica (Союз общин древнеапостольской церкви - SODATs) del padre Aleksandr Vvedenski
- la Unión para la Renovación de la Iglesia (Союз церковного возрождения) – el grupo del obispo Antonín Granovski, al que le interesaba la reforma de la liturgia.

## Historia de la Iglesia Renovacionista

### Inicios y primer período (décadas de 1920 y 1930)
Los orígenes del renovacionismo puede ser buscado en los amplios debates alrededor de posibles reformas, tanto entre el clero como entre los laicos, de la Iglesia ortodoxa rusa a principios del siglo XX. Estos debates provenían de la insatisfacción de la posición de la Iglesia en el Imperio ruso, en el que servía a los intereses de la administración imperial. Estos debates dieron algún fruto únicamente tras la caída de la monarquía en la Revolución rusa de 1917, cuando en noviembre de ese año, se convocó el Gran Concilio de Moscú, y se restauró el Patriarcado finalmente.
Sin embargo, los acontecimientos de la Revolución, condujeron a que la parte del clero alineada con las ideas más de izquierdas, no consideraron el Concilio lo suficientemente radical. Insistieron en que la Iglesia tenía que adaptarse a las realidades del nuevo régimen comunista, revisar su actitud hacia la doctrina socialista, y realizar cambios significativos en su tradición canónica y litúrgica.
Incluso antes de la revolución bolchevique, en marzo de 1917, un grupo de clérigos de San Petersburgo formaron la Unión del Clero y Laicos Democráticos con un programa esencialmente socialista cristiano. Después de noviembre de 1917, la posición socialista cristiana había movido a muchos clérigos de mente reformista a profesar lealtad al recientemente establecido gobierno soviético, en contraposición al patriarca Tijon que los había condenado por sus actividades proateístas. Al poco tiempo, las autoridades soviéticas, especialmente los servicios secretos (VChK, más tarde la OGPU, mostraron interés en estos grupos "Renovacionistas", viendo en ellos la posibilidad de dividir y debilitar a la Iglesia ortodoxa rusa. Esta cooperación entre los Renovacionistas y el régimen soviético condujo a un cisma directo de la iglesia patriarcal, en gran parte orquestado y apoyado por las autoridades comunistas.
A principios de la década de 1920, las autoridades soviéticas iniciaron una gran campaña de persecución y represión contra la Iglesia -muchos sacerdotes y obispos fueron arrestados y ejecutados, incluyendo a San Veniamín, Metropolitano de Petrogrado (†1922). El patriarca Tijon de Moscú (Bellavin) fue puesto en arresto domiciliario en 1922 y se le preparaba un juicio espectacular a estilo bolchevique. En esa situación, en mayo de 1922, Tijon encargó al Arzobispo Agathangel (Preobrazhenski) de Yaroslavl que se ocupara de sus deberes patriarcales. Siendo Agathangel retenido en Yaroslavl por las autoridades soviéticas, un grupo de clérigos ortodoxos reformistas ocuparon las oficinas del Patriarcado y se proclamaron la "Administración Superior de la Iglesia" (Высшее церковное управление), la más alta autoridad en la Iglesia. Su primer presidente fue el obispo jubilado Antonín (Granovski; 1865 - 1927) -– un clérigo muy cultivado aunque un tanto excéntrico, elevado por los Renovacionistas a Metropolitano de Moscú. Esta nueva administración recibiría poco después el visto bueno del gobierno soviético.
Este movimiento sería rápidamente denunciado por Agathangel el 18 de junio de 1922 como ilegal y no canónico. Sin embargo, por un breve período, parecía que los Renovacionistas se llevaban el poder. Los Renovacionistas, con el total apoyo de las autoridades soviéticas, consiguieron dominar muchos edificios de la iglesia y monasterios, incluyendo la famosa Catedral de Cristo Salvador de Moscú. En muchas diócesis, el clero casado ("blanco") fue llamado a tomar el control de la iglesia en sus manos, sin la aprobación de sus obispos diocesanos. Simultáneamente, estos obispos fueron a menudo amenazados y presionados para que reconocieran la autoridad de la "Administración". Como resultado, se dieron administraciones eclesiásticas paralelas en una misma ciudad y una misma diócesis, una que apoyaba a la "Administración" y otra al obispo canónico.
Esta campaña de terror tuvo sus efectos, para verano de 1922, más de veinte jerarcas habían reconocido la autoridad canónica de la "Administración", de los cuales el más notable era el Metropolitano Sergio (Stragorodski) de Nizhni Nóvgorod, el futuro Patriarca. En muchas ciudades grandes, todas las propiedades de la Iglesia ortodoxa estaban en manos de los Renovacionistas. Antes de convocar cualquier concilio general para discutir sus medidas, los Renovacionistas empezaron a implementar reformas radicales dirigidas a lo que ellos percibían como el interés de los sacerdotes casados. Entre estas medidas, que cambiaban el orden tradicional de la vida eclesiástica, estaban:
- Permiso para los clérigos monásticos (incluyendo obispos) para casarse, conservando sus rangos episcopales y clericales;
- Permiso para el clero para casarse tras su ordenación, para volver a casarse o casarse con viudas;
- Permiso para los sacerdotes casados para ser consagrados como obispos (la tradición ortodoxa rusa admitía solo a monjes como posibles obispos).

La última decisión resultó en varias consagraciones de obispos casados por todo el país, especialmente en Siberia. Así, de los 67 obispos que se reunieron en el Segundo Concilio de Moscú, en abril de 1923, solo 20 habían sido ordenados antes del cisma. Esta decisión de consagrar como obispos a clérigos casados sin esperar a la decisión conciliar o a un cambio apropiado de los cánones, encontró incluso la oposición de algunos líderes Renovacionistas. 
El Concilio I Renovacionista o II de Toda Rusia se reunió entre el 29 de abril y el 8 de mayo de 1923. Confirmó en su mayor parte las decisiones acerca de los cambios de las reglas canónicas sobre la ordenación y matrimonio clerical, que ya habían sido implementadas en muchas diócesis. Su decisión más controvertida fue juzgar in absentia al patriarca Tijon, que estaba en arresto domiciliario, por su oposición al comunismo, y retirarle su estatus episcopal, sacerdotal y monástico. El Concilio resolvió abolir el Patriarcado y volver a la forma "colegial" de gobierno de la iglesia, lo que la convertía oficialmente a la Iglesia en un departamento del gobierno, considerando las prácticas históricas rusas. El patriarca Tijon rechazó el reconocer la autoridad de este Concilio y la validez de la decisión del "tribunal", debido a las muchas irregularidades respecto al procedimiento canónico, así la decisión no tuvo efecto en la existencia de la Iglesia Patriarcal o "Tijonita".
En junio de 1923, a instancias de la presión internacional, fue liberado el patriarca Tijon de la situación de arresto domiciliario. Para entonces, la resistencia pasiva a los Renovacionistas, sobre todo en zonas rurales, había socavado sus esfuerzos para controlar la Iglesia rusa. El 15 de julio, el patriarca declaró los decretos renovacionistas, así como sus actos sacramentales (como las ordenaciones) sin valor. En agosto de 1923, el concilio de obispos ortodoxos rusos, volvió del exilio o de las prisiones, confirmando la decisión de Tijon, proclamando a la jerarquía de Iglesia Renovacionista como "ilegal y sin gracia divina". Alguna de las iglesias se devolvieron a los Tijonitas (como era conocida la Iglesia Patriarcal por parte de los Renovacionistas en aquel momento), y muchos obispos y sacerdotes que habían presionado para lograr el cisma, se arrepintieron y fueron reconciliados.
Ese mismo mes, una lucha de poder entre las facciones renovacionistas resultaron en la dimisión forzosa del Metropolitano Antonín Granovski. Antonín se retiró a la iglesia de Moscú que estaba ocupada por su grupo, la Unión de la Renovación de la Iglesia, y, volviendo a su título previo de obispo, emprendió una serie de experimentos radicales litúrgicos (por ejemplo, situar el altar en el medio de la iglesia, etc.). Realizó una de las primeras traducciones de la Divina Liturgia al ruso moderno. Finalmente, rompió relaciones con la Iglesia Renovacionista, muriendo en 1927, sin reconciliarse con ninguno de los dos bandos del cisma. Tras su muerte, su grupo se disolvió.
Además de la experimentación eclesiástica, la Iglesia Renovacionista, en este período, llevó a cabo algunas actividades en los campos de la educación y de la apología. Particularmente, en 1924 se le permitió a la Iglesia abrir dos centros de educación superior: la Academia Teológica de Moscú y el Instituto Teológico de Leningrado. Se establecieron relaciones con el resto del Oriente Cristiano (al II Concilio Renovacionista, o III Concilio de Toda Rusia, celebrado en Moscú del 1 al 9 de octubre de 1925, asistieron representantes de los patriarcas de Constantinopla y de Alejandría, quienes concelebraron la eucaristía con otros miembros del Sínodo Renovacionista.
En la segunda mitad de la década de 1920, la Iglesia ortodoxa rusa canónica dio algunos pasos hacia un acercamiento con el régimen soviético. De forma significativa, en 1927, el diputado patriarcal Locum tenens, el Metropolitano Sergio Stragorodski publicó una "Declaración" que proclamaba la absoluta lealtad de la Iglesia al gobierno de la URSS y sus intereses. Subsiguientemente, un Sínodo formado por Sergio, recibió el reconocimiento de los soviéticos. Este hecho, puso a los Renovacionistas fuera de su lugar como interlocutores en la alianza entre la Iglesia y el Estado, iniciándose el declive renovacionista.

### Segundo Período (décadas de 1930 y 1940)
Para mediados de la década de 1930 resultaba evidente el fracaso general del movimiento. No habían conseguido atraer a la mayoría a su fe, por lo que había dejado de serle útil al régimen soviético y, consecuentemente, tanto la Iglesia Patriarcal como los renovacionistas fueron objeto de persecución por parte de los servicios secretos: se cerraron iglesias y en algunas ocasiones fueron demolidas; y algunos clérigos fueron encarcelados o ejecutados en algunas ocasiones. Con al excepción de las concesiones que se habían dado a los clérigos casados, la iglesia patriarcal abandonó toda intención de renovación o reforma eclesiástica o litúrgica. 
En 1934, el Sínodo Renovacionista afirmó que la "obediencia a la iglesia antigua" (староцерковничество),la Iglesia Patriarcal, como una "herejía" y un "cisma". La cabeza pensante de esta decisión, el Metropolitano Nikolái (Platónov) de Leningrado dimitíó de su obispado en 1938, públicamente denunció la fe, convirtiéndose en un apologeta del ateísmo. La Iglesia Renovacionista continuó menguando en números, siendo este un proceso que se intensificaría desde 1939, cuando el Sínodo prohibió a los obispos diocesanos ordenar sacerdotes sin su aprobación.
El final del movimiento se aceleró con el inicio para la URSS de la Segunda Guerra Mundial. La residencia del Metropolitano se tuvo que trasladar debido a la evacuación. De ahí en adelante, el Sínodo tuvo dificultades para contactar y controlar a su clero en las parroquias. Con la intención de buscar el apoyo moral y financiero de la Iglesia Ortodoxa, Stalin decidió volverse a la más popular y tradicional Iglesia Ortodoxa Rusa, encabezada por el Patriarca Sergio I, más que a sus rivales. El 8 de septiembre de 1943, Stalin se reunió con tres jerarcas de la Iglesia Patriarcal y les prometió hacerles concesiones a la Iglesia y a la religión en general a cambio de su obediencia y apoyo.
Uno de los efectos de este concordato era que los días del movimiento renovacionista estaban contados. A continuación de este pacto muchos clérigos renovacionista buscaron la reconciliación con Sergio. Como regla general, la Iglesia Patriarcal consideró todos los sacramentos celebrados por los renovacionistas como "nulos y vacíos", por lo que estos clérigos volvieron a las órdenes en las que estaban antes de unirse a los renovacionistas, en 1922. La única excepción se hizo con el Metropolitano Aleksandr Vvedenski, quien era visto como el fundador del cisma. Vvedenski rechazó la oferta de trabajar en el Patriarcado de Moscú como laico y murió sin reconciliar.
En 1943, la Iglesia Renovacionista contaba en activo a 13 jerarcas y otros diez obispos, jubilados o en el exilio. En 1945, solo quedaban tres obispos, uno de los cuales estaba jubilado. En Moscú, solo quedaba bajo su control una iglesia, ya que el resto de propiedades de la Iglesia habían sido devueltas por el gobierno soviético al Patriarcado de Moscú. Vvedenski murió el 8 de julio de 1946, y esa fecha es la que se suele considerar la del fin del cisma renovacionista.

## Liderazgo y Administración
El cuerpo central administrativo de la Iglesia Renovacionista, así como la totalidad de la administración estaba en cambio constante, recibiendo diversos nombres en el período de 28 años de sus existencia. Inicialmente fue llamado "Administración Superior de la Iglesia" (Высшее церковное управление) y luego Concilio Superior de la Iglesia (1922-23). Posteriormente asumiría un estilo más tradicional: El Santo Sínodo de la Iglesia Ortodoxa de la URSS (1923- 1933). Su presidente era normalmente considerado el jerarca en jefe de la iglesia, sin considerar la sede que ocupara. 
En sus últimos años, la administración renovacionista comenzó a inclinarse hacia títulos más tradicionalistas. En 1933, se creó la posición del "Primer Jerarca" (Первоиерарх), en oposición a la Iglesia Tijonita, que no tendría patriarca hasta 1943. El cargo se le dio al entonces presidente del Sínodo Vitali Vvedenski, aunque desde mediados de la década de 1920 todo el poder se había consolidado en las manos del líder real, el metropolitano Aleksandr Vvedenski. A finales de la década de 1930, este ostentaba un peculiar conglomerado de títulos, inventados específicamente para él Metropolitano - Apologeta- Evangelizador y Diputado Primer Jerarca. En otoño de 1941 él mismo asumió el título de Primer Jerarca, haciendo un intento infructuoso de declararse "Patriarca de todas las Iglesias Ortodoxas de la URSS". El intento no fue bien visto por sus feligreses, por lo que en diciembre de 1941 volvió a sus títulos anteriores.

### Los jerarcas jefes de la Iglesia Viva
Los jerarcas con posición de líder oficial de la Iglesia Renovacionista entre 1922 y 1946: 
- Metropolitano ANTONÍN (Granovsky) de Moscú		-	15.V.1922 - 25.VI.1923 (+ 1927)

- Metropolitano YEVDOKIM (Meschersky) de Odesa		-	26.VI.1923 - II.1925 (+ 1935)

- Metropolitano VENIAMÍN (Muratovsky) de Moscú y Kolomna - II.1925 - +06.V.1930

- Metropolitano VITALI (Vvedenski) de Tula	-	Presidente del Sínodo 10.V.1930- 1933; Primer jerarca 05.V.1933- 06.X.1941 (+ 1950)

- Metropolitano ALEKSANDR (Vvedenski)	- Diputado Primer Jerarca IV.1940- X.1941; Primer Jerarca 10.X.1941- +08.VIII.1946; “Patriarca” (?) X.-XII. 1941